# بط دائري العنق
بط دائري العنق (الاسم العلمي: Aythya collaris) هو نوع من فصيلة بطية.